# Nikkel-oxyhydroxide-batterij
De nikkel-oxhydroxyde-batterij (NiOx-batterij) is een niet-oplaadbare batterij. De anode is veelal zink, de kathode een combinatie van mangaandioxide en nikkel-oxyhydroxide. Als elektrolyt wordt kaliumhydroxide gebruikt.

## Werking
Aan de anode vindt volgende reactie plaats:
{\displaystyle {\ce {Zn + 2OH- -> ZnO + H2O + 2e-}}}
Aan de kathode treedt volgende reactie op:
{\displaystyle {\ce {NiOOH + MnO2 + 2H2O + 2e- -> Ni(OH)2 + MnOOH + 2OH-}}}
De volledige vergelijking wordt:
{\displaystyle {\ce {Zn + NiOOH + MnO2 + H2O -> ZnO + Ni(OH)2 + MnOOH}}}
Merk op dat dit dezelfde vergelijkingen zijn als die van de alkalinebatterij, maar met toevoeging van nikkel-oxyhydroxide (NiOOH) aan de kathode. De batterij levert een spanning van 1,7 V.

## Voordelen
Deze batterij levert een grotere spanning dan de alkaline batterij (1,7 V i.p.v. 1,5 V) wat ze aantrekkelijk maakt voor toepassingen met ‘high-drain’. Ze is ook goedkoop en makkelijk recycleerbaar.

## Nadelen
Aangezien het een primaire batterij is, is ze niet oplaadbaar en zal ze sneller afgedankt worden dan oplaadbare varianten. Er kan ook lekkage van de elektrolyt optreden. Indien de nikkel-oxyhydroxide-batterij ononderbroken ontlaadt, gaat ze minder lang mee dan de alkalinebatterij. Dit type batterij kan tevens problemen veroorzaken bij toepassingen die een gloeilamp gebruiken (zoals zaklampen) of apparaten zonder spanningsregelaar.

## Toepassingen
Door zijn relatief grote spanning wordt dit type batterij vooral gebruikt voor applicaties met 'high drain'. Een voorbeeld van dit type applicatie is een digitale camera.